# Ceppo Morelli
Ceppo Morelli är en ort och kommun i provinsen Verbano Cusio Ossola i regionen Piemonte i Italien. Kommunen hade 297 invånare (2018).